# کیم وو سوک
کیم وو سوک (کره‌ای: 김우석؛ زادهٔ ۲۷ اکتبر ۱۹۹۶)، که قبلاً با نام هنری ووشین (کره‌ای: 우신؛ انگلیسی: Wooshin) شناخته می‌شد، خواننده، ترانه‌سرا و بازیگر اهل کره جنوبی است. او فعالیت خود را به عنوان عضو گروه کره‌ای آپ‌تن‌شن در سال ۲۰۱۵ آغاز کرد. در سال ۲۰۱۹ او پس از کسب مقام دوم در برنامهٔ پرودوس اکس ۱۰۱ که او را به عضوی از گروه اکس‌وان تبدیل کرد، به شهرت رسید. او با انتشار نخستین آلبوم چندآهنگه به نام 1st Desire (Greed) در ۲۵ مه ۲۰۲۰، فعالیت خود را به عنوان هنرمند انفرادی آغاز کرد.

## فیلم‌شناسی

### مجموعه تلویزیونی
| سال       | عنوان                  | نقش        | منابع             |
| --------- | ---------------------- | ---------- | ----------------- |
| ۲۰۲۱–۲۰۲۲ | بولگاسال: ارواح جاودان | نام دو یون | [ ۲ ] [ ۳ ] [ ۴ ] |

### مجموعه اینترنتی
| سال  | عنوان        | نقش         | توضیحات              | منابع             |
| ---- | ------------ | ----------- | -------------------- | ----------------- |
| ۲۰۲۰ | بیست بیست    | لی هیون جین |                      | [ ۵ ] [ ۶ ] [ ۷ ] |
| ۲۰۲۲ | تقلیدگران    | خودش        | حضور افتخاری (فصل ۳) | [ ۸ ]             |
| ۲۰۲۳ | فینیش پاپا   | بک وو هیون  |                      |                   |
| ۲۰۲۳ | شب فرا رسیده | کیم جون هی  |                      | [ ۹ ]             |

### برنامه تلویزیونی
| سال  | عنوان          | نقش        | توضیحات              | منابع                |
| ---- | -------------- | ---------- | -------------------- | -------------------- |
| ۲۰۱۶ | د شو           | مجری       | به همراه جون سو-می   | [ ۱۰ ] [ ۱۱ ] [ ۱۲ ] |
| ۲۰۱۹ | پرودوس اکس ۱۰۱ | شرکت کننده |                      | [ ۱۳ ] [ ۱۴ ]        |
| ۲۰۲۰ | پادشاه خواننده | شرکت کننده | قسمت ۲۴۹–۲۵۰         | [ ۱۵ ] [ ۱۶ ]        |
| ۲۰۲۲ | 9low On Top    | داور       | برنامه ادیشن تایلندی | [ ۱۷ ]               |